# Dmitrij Muratov
Dmitrij Andreevič Muratov (in russo Дмитрий Андреевич Муратов?; Kujbyšev, 30 ottobre 1961) è un giornalista russo, direttore di Novaja Gazeta e vincitore del Premio Nobel per la pace 2021 assieme a Maria Ressa. È membro del partito Jabloko.

## Biografia
Studente di filologia per cinque anni all'Università statale di Kujbyšev, maturò qui il suo interesse per il giornalismo. Negli anni dell'università entrò in contatto con testate locali svolgendo impieghi part-time nel settore. Dopo la laurea, dal 1983 al 1985, prestò servizio militare nell'Armata Sovietica specializzato nella sicurezza delle apparecchiature di comunicazione. Nel 1987 assunse l'impiego di corrispondente per Volžskij Komsomolec, destando impressione favorevole nei superiori, che lo nominarono capo del settore giovanile di Komsomolskaja Pravda e in seguito redattore. Lasciò questo giornale nel 1988.

### Novaja Gazetae impegno per i diritti umani
(Dmitrij Muratov)
Nel 1993, Muratov e altri 50 colleghi della Komsomolskaja Pravda fondarono il loro giornale intitolato Novaja Gazeta. Muratov fu nominato vicedirettore. Il loro obiettivo era di creare una pubblicazione che fosse "una fonte onesta, indipendente e ricca" per i cittadini russi. La missione del giornale era quella di condurre indagini approfondite su questioni relative ai diritti umani, alla corruzione e all'abuso di potere. La redazione di Novaja Gazeta iniziò con due computer, due stanze, una stampante e nessuno stipendio per i dipendenti. L'ex presidente sovietico Michail Gorbačëv ha generosamente donato parte del suo premio Nobel per la pace per pagare gli stipendi e i computer per il giornale.
Nel dicembre 1994-gennaio 1995, Muratov è stato corrispondente nella zona di guerra della prima guerra cecena. Nel 1995 è diventato direttore, carica che ha ricoperto fino al 2017, quando ha detto che non si sarebbe candidato per la rielezione. Invece, nel 2019, Muratov è stato rieletto all'incarico. Novaja Gazeta è conosciuto come uno dei "pochi giornali veramente critici con influenza nazionale in Russia oggi" dal Comitato per la protezione dei giornalisti. Muratov ha spesso riferito su argomenti sensibili tra cui violazioni dei diritti umani, corruzione governativa di alto livello e abuso di potere. Le sue convinzioni politiche, come il sostegno alla libertà di stampa, hanno portato a conflitti con i colleghi giornalisti e il governo.

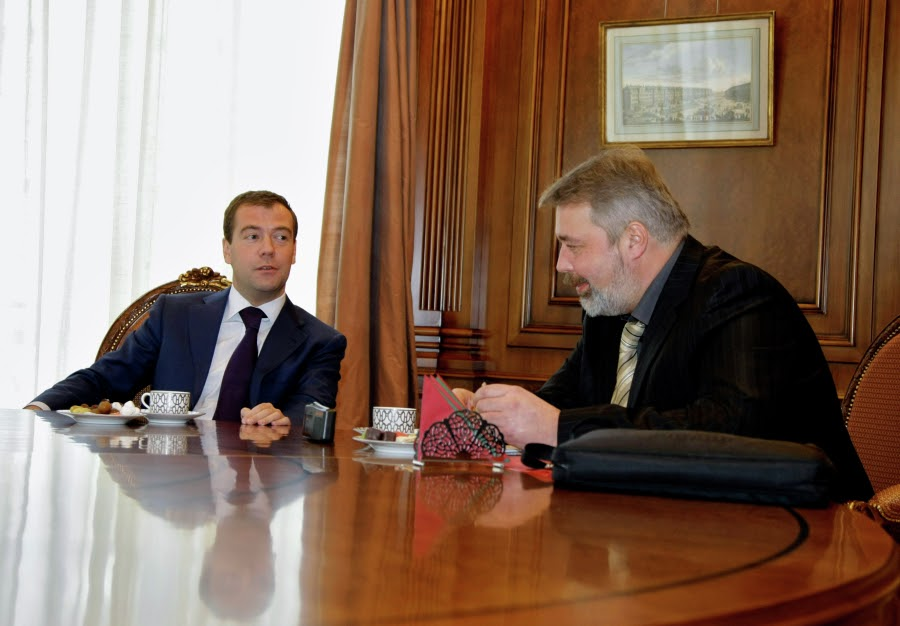
Muratov intervista il presidente della Russia, Dmitry Medvedev, nel 2009

Nel 2004, il giornale ha pubblicato sette articoli dell'editorialista Georgij Rožnov, che accusava Sergej Kirienko di aver indebitamente ottenuto 4,8 miliardi di dollari di fondi del Fondo Monetario Internazionale nel 1998, quando era Primo Ministro della Russia. Il giornale ha basato le accuse su una lettera presumibilmente scritta a Colin Powell e firmata dai membri del Congresso degli Stati Uniti Philip Crane, Mike Pence, Charlie Norwood, Dan Burton e Henry Bonilla e pubblicata sul sito web dell'American Defense Council. Il giornale affermò che Kirienko aveva usato alcuni dei fondi sottratti per acquistare immobili negli Stati Uniti. In seguito è stato affermato che la lettera era uno scherzo inventato da The eXile. In risposta, Kirienko citò in giudizio Novaja Gazeta e Rožnov per diffamazione, e nel giudicare a favore di Kirienko la Corte ordinò a Novaja Gazeta di ritirare tutte le pubblicazioni relative alle accuse.
Dopo che Novaja Gazeta ha pubblicato un'inchiesta del giornalista Denis Korotkov sull'uomo d'affari russo Evgenij Prigožin, legato al Cremlino, nell'ottobre 2018, Denis Korotkov e il caporedattore del giornale sono stati l'obiettivo di minacciose consegne di una testa di ariete mozzata e fiori funebri agli uffici del giornale.
Novaja Gazeta ha pubblicato rapporti sulle purghe anti-gay in Cecenia nel 2017, dove tre uomini sono stati presumibilmente uccisi e dozzine detenuti e intimiditi. Dopo la pubblicazione, il governo ceceno di Ramzan Kadyrov ha negato l'esistenza di persecuzioni nella Repubblica federata, poiché "in Cecenia non esistono gay".
Il giornale ha pubblicato il rapporto di Elena Milašina e l'elenco dei 27 ceceni uccisi il 26 gennaio 2017. Il giornale ha anche indirizzato il rapporto e l'elenco al servizio del governo russo, al Comitato investigativo della Russia e ha chiesto al Comitato di indagare sui dati sulla lista pubblicata. Mentre Novaja Gazeta indicava i nomi di 27 ceceni uccisi, il giornale suppone che il numero reale potrebbe essere anche maggiore. Il giornale ha detto che i ceceni uccisi erano stati giustiziati il 26 gennaio con colpi di arma da fuoco (alcuni anche brutalmente uccisi per asfissia)) dalle forze di sicurezza dello Stato senza presentare alcuna accusa legale.

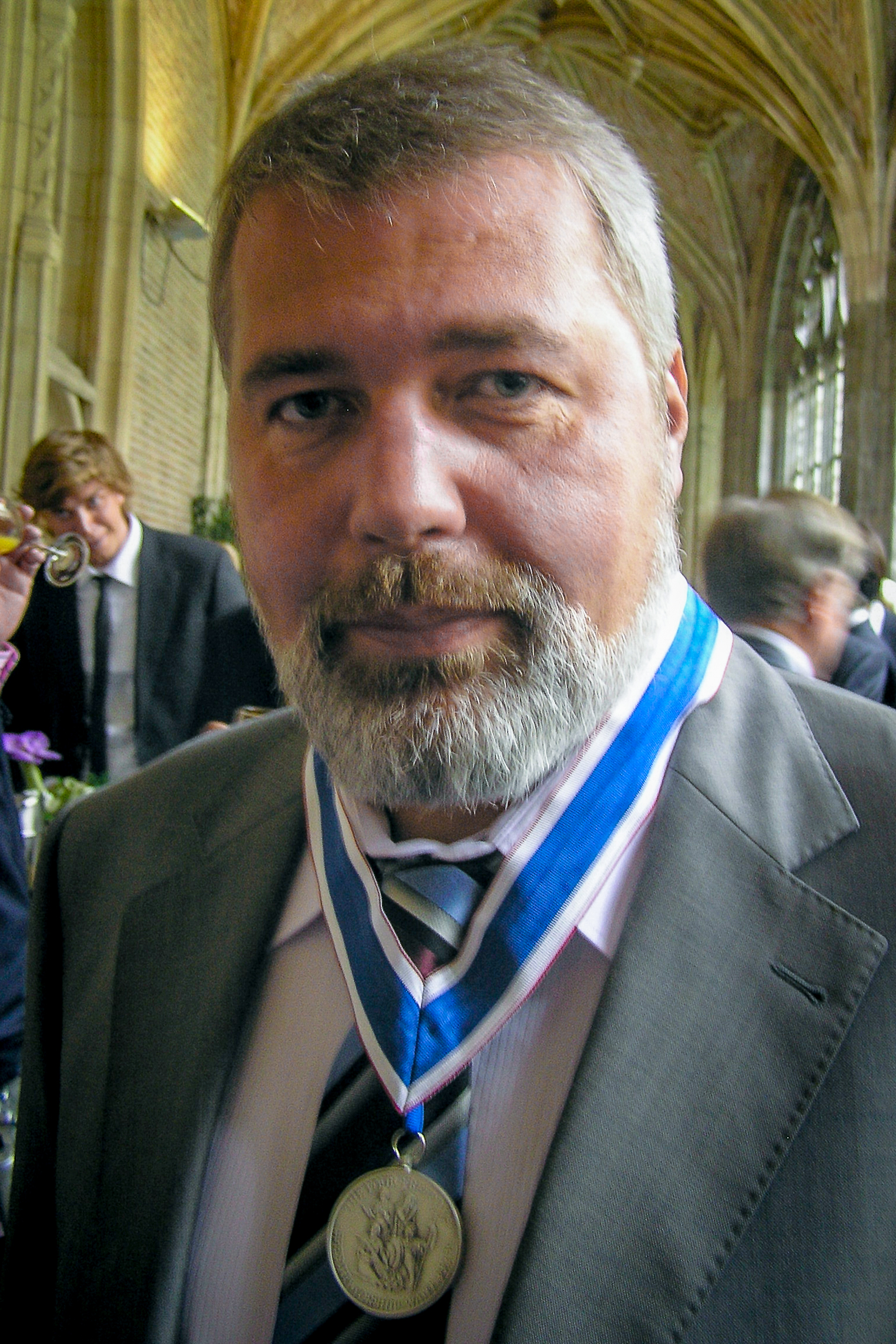
Muratov dopo aver ricevuto il Four Freedoms Award nel 2010

Durante il periodo di Muratov alla Novaja Gazeta, sei dei suoi giornalisti sono stati uccisi. Nel 2000, Igor' Domnikov fu assassinato in un condominio di Mosca. Nel 2001, Viktor Popkov morì dopo essere stato ferito nel fuoco incrociato di uno scontro a fuoco in Cecenia. Nel 2003, Jurij Ščekočichin morì dopo aver indagato su uno scandalo di corruzione in cui erano coinvolti alti funzionari russi. Anna Politkovskaja è stata assassinata nel suo condominio nel 2006 dopo aver trascorso la sua carriera coprendo la Cecenia e il Caucaso settentrionale. Nel 2009, sia Anastasija Baburova che Natal'ja Ėstemirova sono state uccise a colpi di arma da fuoco. Dopo aver passato oltre 20 anni come direttore, Muratov si è dimesso dal giornale nel 2017 parlando della natura estenuante della sua gestione. La sua assenza è stata comunque breve in quanto ha ripreso la sua posizione nel 2019 dopo che lo staff del giornale ha votato per il suo ritorno.

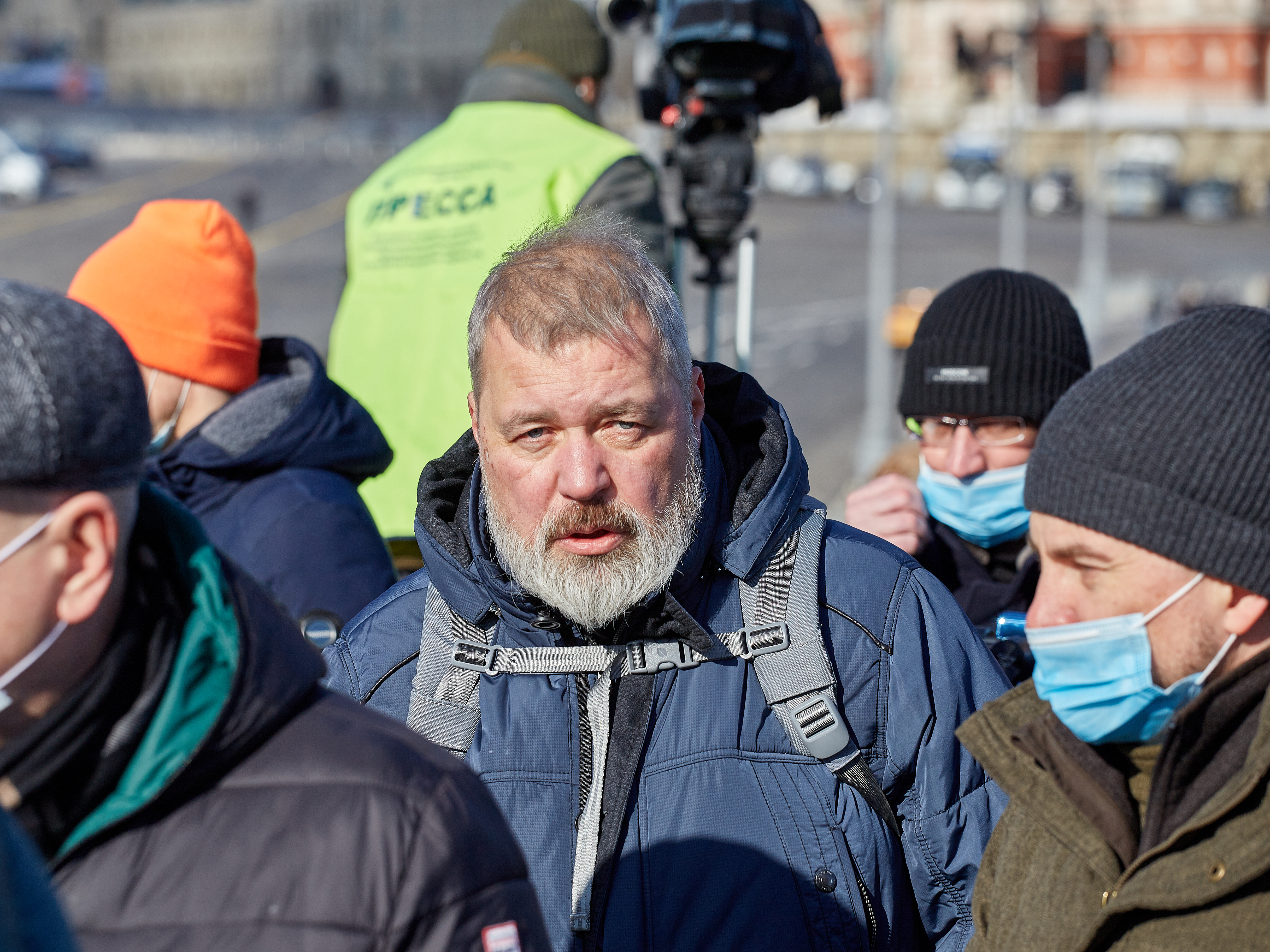
Muratov sul ponte Bolshoj Moskvoretskij di Mosca ad un presidio in ricordo di Boris Nemcov nel luogo dove fu ucciso (27 febbraio 2021)

Nel 2021 Muratov ha ricevuto il Nobel per la pace. In seguito lui e Novaja Gazeta sono stati dichiarati agenti stranieri.
Dopo l'invasione russa dell'Ucraina il 24 febbraio 2022, Muratov ha pubblicato due edizioni del suo giornale sia in russo che in ucraino e ha affermato che il suo giornale avrebbe sfidato le regole del cane da guardia dei media russi che, secondo lui, avrebbero portato a una situazione in cui si sarebbero potute segnalare solo le dichiarazioni del governo russo. La legge prevede che i media non diffondano consapevolmente notizie "false", con la Federazione Russa che decide qual è la verità, "al fine di proteggere gli interessi della Federazione Russa e dei suoi cittadini e mantenere la pace e la sicurezza internazionale". Il 28 marzo 2022 il quotidiano ha sospeso le sue attività di stampa dopo aver ricevuto un secondo avvertimento da Roskomnadzor; il 6 aprile 2022 è stata lanciata da Riga una versione straniera del giornale (Novaja Gazeta Europa) per evitare la censura. 
Il 7 aprile 2022 Muratov è stato attaccato da uno sconosciuto e coperto di vernice rossa mentre era su un treno da Mosca a Samara, presumibilmente come atto di sostegno alle truppe russe. Secondo le agenzie di intelligence statunitensi, l'attacco è stato organizzato dai servizi di intelligence russi.
Pur lavorando spesso all'estero, risiede a Mosca e fa spesso sentire la sua voce in difesa dei prigionieri politici e criticando il governo, presenziando anche a processi farsa in sostegno agli imputati.
Nel giugno 2022 Muratov ha venduto all'asta la medaglia del premio Nobel e devoluto il ricavato (103,5 milioni di dollari) per i bambini ucraini sfollati dalla guerra.
Nel 2025 in seguito allo scambio di maggio di 1000 prigionieri di guerra per parte tra Russia e Ucraina (perlopiù militari e alcuni civili catturati), ha denunciato le torture contro gli ucraini deportati e i prigionieri politici russi, lanciando un appello a favore dei detenuti: «voglio ricordarli perché abbiamo smesso di sentire le loro grida dalle camere della tortura e dalle sale dei tribunali. Come negli anni '40 gli abitanti di Dachau si abituarono all'odore del fumo dei forni dei lager»; in un video Muratov ha chiesto, in vista della festa nazionale della Federazione Russa del 12 giugno, ai presidenti Vladimir Putin e Volodymyr Zelensky di scambiarsi (sul modello dello scambio di Ankara del 1° agosto 2024) i rispettivi prigionieri civili «sostenitori del "mondo russo" che si trovano in Ucraina in cambio di oppositori della guerra che si trovano nelle prigioni e nei campi russi. Non esiste alcuna prassi di scambio o rilascio di civili reciproci in cambio di civili. Ma è ora di iniziare a farlo. Restituiteli finché sono vivi! Iniziate con gli adolescenti, le donne, i malati, coloro che hanno figli a casa... spero davvero che il reciproco rilascio, l'amnistia, la grazia, lo scambio – chiamatelo come volete – di civili avvicinino anche la pace tanto attesa».